# Simone Kühn
Simone Kühn (* 25. August 1981 in Rheydt) ist eine deutsche Neurowissenschaftlerin und Hochschullehrerin am Universitätsklinikum Hamburg-Eppendorf der Universität Hamburg. Seit 2024 ist sie Direktorin am Max-Planck-Institut für Bildungsforschung in Berlin.

## Leben
Kühn studierte ab 2000 Psychologie an der Columbia University, wechselte aber 2001 an die Universität Potsdam, wo sie 2006 ihren Abschluss als Diplom-Psychologin machte. Anschließend war sie als Promotionsstudentin am Max-Planck-Institut für Kognitions- und Neurowissenschaften in Leipzig und an der Universität Gent tätig. 2009 wurde sie in Leipzig mit summa cum laude promoviert. In der Folge arbeitete sie als Postdoktorandin am Institute of Cognitive Neuroscience des University College London und wechselte in dieser Funktion 2010 an die Charité. 2012 wurde sie mit der Schrift The neural basis of ideomotor action control: Correlates of the link between perception and action an der Humboldt-Universität zu Berlin habilitiert und erhielt die venia legendi für Psychologie. Von 2012 bis 2016 war sie leitende Wissenschaftlerin der  Gruppe „Mechanisms and Sequential Progression of Plasticity“ am Max-Planck-Institut für Bildungsforschung in Berlin. 2016 nahm sie einen Ruf der Universität Hamburg an und ist seitdem ordentliche Professorin für neuronale Plastizität am Universitätsklinikum Hamburg‐Eppendorf. Ab 2019 war sie Leiterin der Lise‐Meitner‐Gruppe Umweltneurowissenschaften am Max‐Planck‐Institut für Bildungsforschung. 2022 wurde sie zum Mitglied in die Deutsche Akademie der Naturforscher Leopoldina gewählt. Seit Juli 2024 ist sie Direktorin am Max-Planck-Institut für Bildungsforschung, wo sie den neuen Forschungsbereich „Umweltneurowissenschaften“ leitet.

## Forschung
Kühns Interesse liegt im Bereich der Umweltneurowissenschaften. Hierbei besteht ihr Ziel darin, herauszufinden, ob und in welcher Weise verschiedene Umweltfaktoren das Gehirn, dessen Plastizität und das Verhalten von Menschen beeinflussen. Im Rahmen ihrer Forschung gelang ihr dabei bereits der Nachweis, dass ähnlich wie Sport und Ernährung auch Videospiele bei nicht übermäßigem Konsum das Spielen einen stärkenden Einfluss auf Hirnstrukturen haben kann. Ebenso gelang ihr der Nachweis, dass natürliche Umgebungen und konkret ein einstündiger Waldspaziergang die Aktivität der Amygdala, die an Angst- und Stressreaktionen beteiligt ist, senken. Hingegen konnte Kühn mit ihrem Forschungsteam ebenso nachweisen, dass natürliche Umgebungen nicht per se positiv auf Hirnstrukturen einwirken: Konkret sorgte die monotone Umgebung der Antarktis Forschungsstation Neumayer III für eine Schrumpfung des Hippocampus. Die Forschung von Kühn verfolgt dabei das Ziel, Umfeldfaktoren, die für psychische Erkrankungen wie Schizophrenie, Depression und Angststörungen sorgen, möglichst zu eliminieren und Anreize für eine gesunde Stadtentwicklung zu sorgen.